# Cola Turka
Cola Turka is een colamerk van het Japanse bedrijf DyDo DRINCO. Het wordt, behalve in Turkije, ook verkocht in België, Duitsland, Nederland en Oostenrijk. Cola Turka werd ontwikkeld door Ülker als tegenhanger van de twee grote Amerikaanse merken Coca-Cola en Pepsi Cola. Verder ook om de Turkse economie te steunen, omdat het geld bij aankoop van een Turks product niet naar het buitenland zou gaan.
Om die reden werd de eerste reclamecampagne in 2003 dan ook gekenschetst door een zeer nationalistische toon. Op 25 juni van dat jaar werd het merk in Turkije geïntroduceerd. Door de oorlog in Irak en het daardoor ontstane antiamerikanisme kende de verkoop van Cola Turka een forse groei.

## Verpakking
De verpakking van Cola Turka die sinds begin 2006 wordt gebruikt, is wit met rood, waarbij in de "a" van "Turka" een ster is verwerkt. Dit kleurenschema is deels gebaseerd op de kleuren van de Turkse vlag en daarnaast al bekend van concurrent Coca-Cola. Ook is op de nieuwe verpakking de slogan "hep beraber" te zien, wat "allemaal samen" betekent. Daarmee bevestigt Cola Turka het nationalistische gevoel dat het een cola "van het volk" is.
Cola Turka wordt verkocht in glazen flessen (0,2 liter), petflessen (0,5 tot 3 liter) en blikjes (0,33 liter).

## Sponsoring
Cola Turka sponsort enkele bekende Turkse sportclubs. In het voetbal is Cola Turka hoofdsponsor van Beşiktaş JK en medesponsor van Galatasaray SK, Trabzonspor en Fenerbahçe. In het basketbal is het de hoofdsponsor van het Beşiktaş J.K. Handball Team.